# Ryang Yong-gi
Ryang Yong-gi (량용기?, 梁勇基?; Tadaoka, 7 gennaio 1982) è un ex calciatore nordcoreano, di ruolo centrocampista.

## Palmarès

### Club

#### Competizioni nazionali
- J2 League: 1

Vegalta Sendai: 2009

### Nazionale
- AFC Challenge Cup: 1

2010

### Individuale
- Premio Fair-Play del campionato giapponese: 1

2011